# Sea Breeze (Karolina Północna)
Sea Breeze – jednostka osadnicza w Stanach Zjednoczonych, w stanie Karolina Północna, w hrabstwie New Hanover.